# Justus Kelp

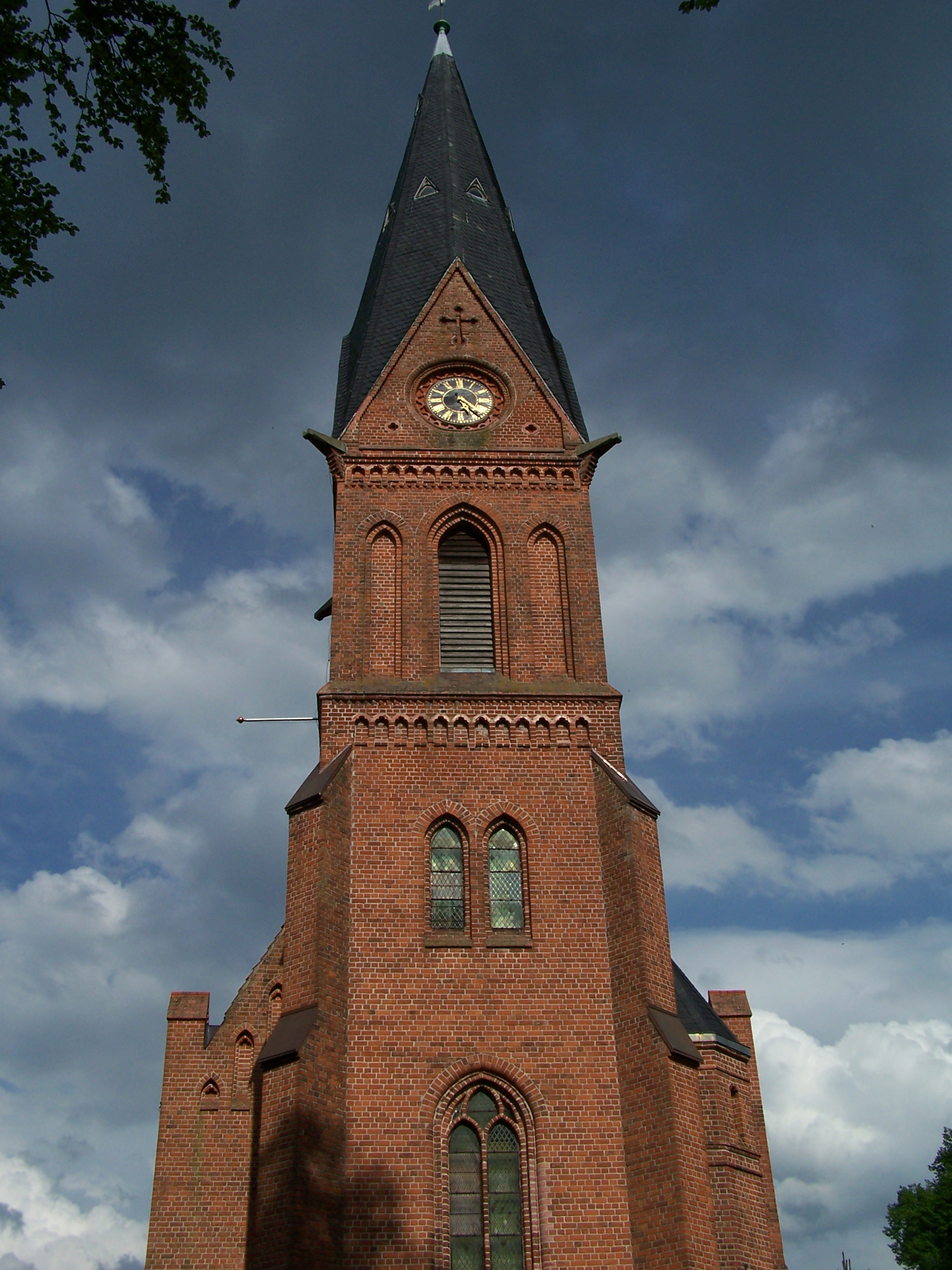
Stiftskirche Ramelsloh

Justus Johannes Kelp (* 1650; † 30. Juli 1720) war ein deutscher Germanist und Gelehrter. 
Er legte geschichtliche Sammlungen an. Sein Wirkungskreis war das nördliche Niedersachsen mit Verden, Rotenburg, Bremen, Lüneburg und auch Hamburg. Seine Vorfahren waren lutherische Pastoren in Walsrode, Vater Christoph war Organist in Verden. Kelp war angestellt als Schriftgelehrter (Kanonikatspfründe) in der evangelisch-lutherischen Stiftskirche Ramelsloh, heute zur Gemeinde Seevetal gehörend. Gleichzeitig nahm er eine Stelle als Amtsmann in Ottersberg an, die er 1712 allerdings wegen der Besetzung durch die Dänen abgab. Fortan schrieb er als Senior des Stifts mit den Schwestern die Beschreibungen und Geschichten der Bischöfe des Stifts Verden auf und setzte damit die Arbeit seines Urgroßvaters Eilard von der Hude fort. Er starb am 30. Juli 1720.